# Lamponega arcoona
Lamponega arcoona är en spindelart som beskrevs av Norman I. Platnick 2000. Lamponega arcoona ingår i släktet Lamponega och familjen Lamponidae. Inga underarter finns listade i Catalogue of Life.